# Dosyteusz (Stojczew)
Dosyteusz, imię świeckie Dimityr Stojczew (ur. 8 stycznia 1837 w Sofii, zm. 14 czerwca 1907 w Samokowie) – bułgarski biskup prawosławny.

## Życiorys
W 1862 ukończył szkołę teologiczną Patriarchatu Konstantynopolitańskiego na Chalki. 27 marca roku następnego w katedrze św. Jerzego w Stambule złożył wieczyste śluby mnisze na ręce patriarchy Joachima II. Następnego dnia przyjął święcenia diakońskie i został zatrudniony jako pomocnik głównego sekretarza patriarchy. Święcenia kapłańskie otrzymał dopiero siedem lat później z rąk patriarchy konstantynopolitańskiego Grzegorza VI. Hierarcha ten nadał mu w tym samym roku godność archimandryty i uczynił swoim głównym sekretarzem.
W maju 1872 archimandryta Dosyteusz zrzekł się piastowanych dotąd obowiązków i przeszedł do służby w Egzarchacie Bułgarskim. 25 maja został wyświęcony na biskupa samokowskiego przez jego zwierzchnika, egzarchę Antyma w asyście trzech innych biskupów bułgarskich; była to pierwsza chirotonia biskupia przeprowadzona przez egzarchę bułgarskiego.
W Samokowie biskup Dosyteusz zainicjował budowę szkoły duchownej (otwartej w 1876), zwalczał również działalność misjonarzy protestanckich. W latach 1875–1878 zasiadał w Świętym Synodzie Egzarchatu Bułgarskiego. Zajmował się głównie działalnością duszpasterską, nie angażował się w konflikty Egzarchatu z władzami tureckimi, jednak po stłumieniu powstania kwietniowego organizował pomoc materialną dla rodzin ofiar. W 1879 był członkiem bułgarskiego Zgromadzenia Ustawodawczego opracowującego konstytucję Bułgarii.
Od 1883 do 1891 tymczasowo kierował metropolią płowdiwską, od 1889 był ponownie członkiem Świętego Synodu, zaś od 1892 do 1902, gdy odszedł w stan spoczynku, przewodniczył jego pracą. Jako biskup w stanie spoczynku osiadł w Samokowie, został pochowany w tamtejszej cerkwi św. Mikołaja.